# Spencer Daniels
Spencer Eli Daniels (* 23. Dezember 1992 in Los Angeles, Kalifornien) ist ein US-amerikanischer Schauspieler.

## Leben
Daniels trat erstmals 2003 als Kinderdarsteller auf. Er spielte eine Episodenrolle in der Fernsehserie Für alle Fälle Amy, war in einem Sketch in der Serie MADtv zu sehen und wirkte in der Pilotepisode der Serie The Lyon's Den mit. In den folgenden Jahren hatte er weitere Gastrollen und spielte 2008 in Der seltsame Fall des Benjamin Button den zwölfjährigen Benjamin. Im Jahr darauf war er in sieben Folgen der Fernsehserie L.A. Crash in der Rolle des Tyler Lomand zu sehen. In J. J. Abrams’ Science-Fiction-Film Star Trek hatte er eine kleine Nebenrolle.
Zwischen 2013 und 2014 war Daniels als Luke in der US-Sitcom Mom zu sehen. Ein Gastauftritt folgte dann noch einmal 2016.

## Filmografie (Auswahl)
- 2003: MADtv (Fernsehserie, Episode 9x11)
- 2003: Für alle Fälle Amy (Judging Amy, Fernsehserie, Episode 4x13)
- 2004: Cold Case – Kein Opfer ist je vergessen (Cold Case, Fernsehserie, Episode 1x22)
- 2006, 2012–2013: Das Büro (The Office, Fernsehserie, 3 Episoden)
- 2008: Der seltsame Fall des Benjamin Button (The Curious Case of Benjamin Button)
- 2009: L.A. Crash (Crash, Fernsehserie, 7 Episoden)
- 2009: Navy CIS (NCIS, Fernsehserie, Episode 7x09)
- 2009: Star Trek
- 2012: Thunderstruck
- 2013–2014: Mom (Fernsehserie, 23 Episoden)